# Physostigma venenosum
Physostigma venenosum är en ärtväxtart som beskrevs av John Hutton Balfour. Physostigma venenosum ingår i släktet Physostigma och familjen ärtväxter. Inga underarter finns listade i Catalogue of Life.

## Bildgalleri

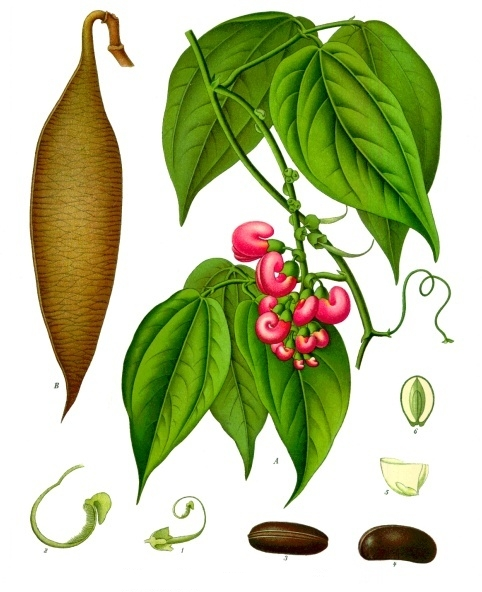
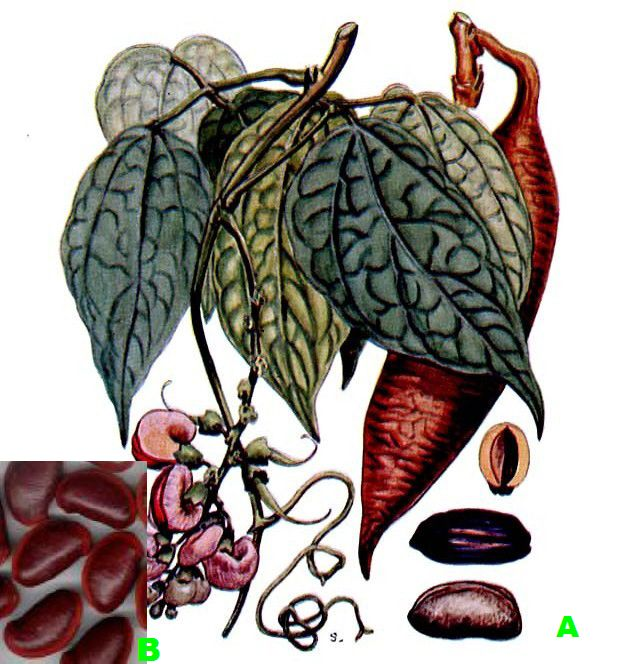
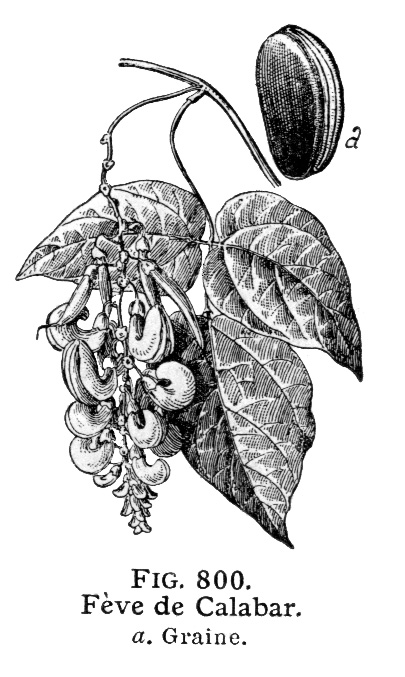